# Afghanistankriget (2001–2021)

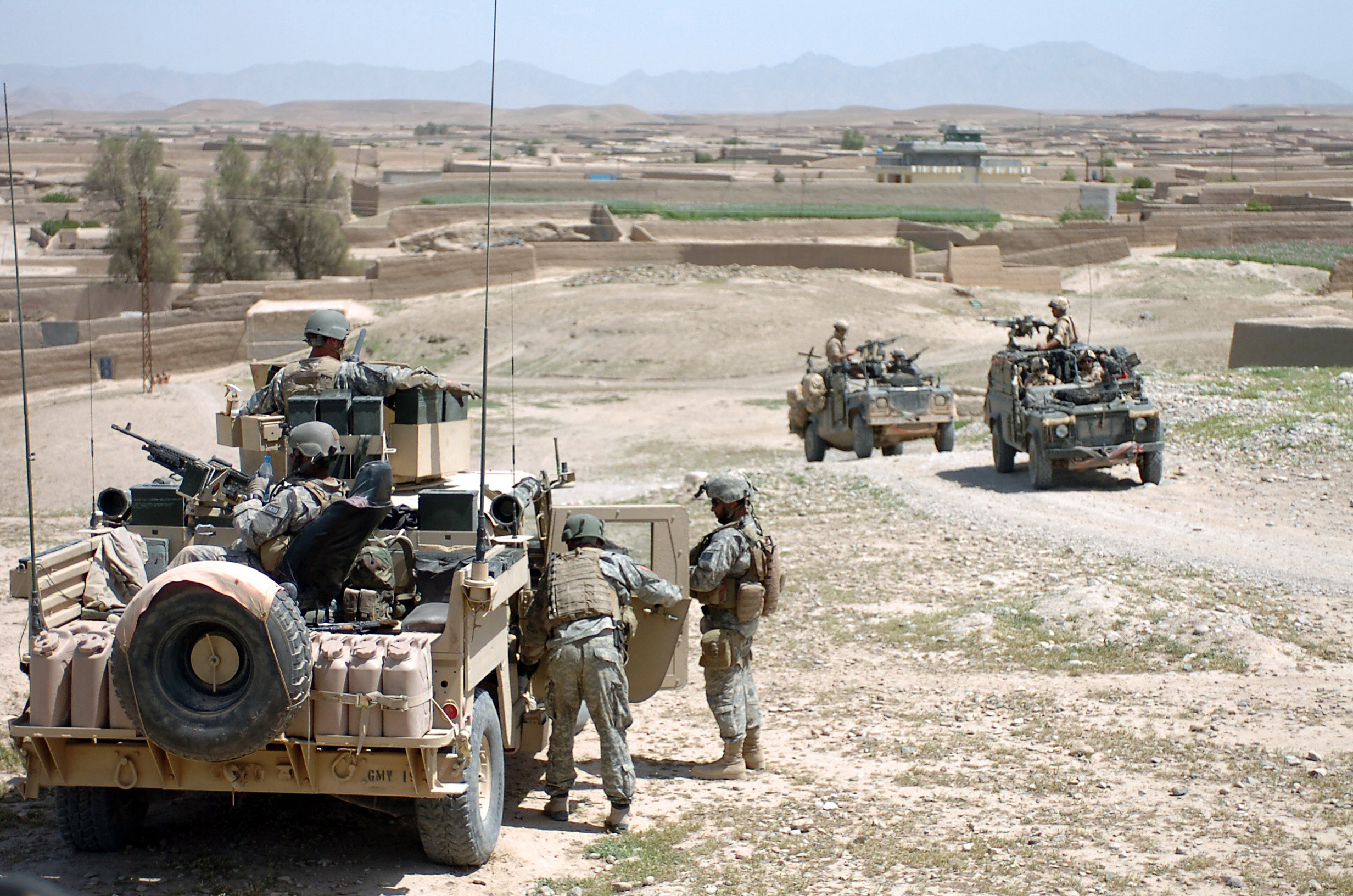
Amerikanska och brittiska soldater i Helmandprovinsen 2007.

Den USA-ledda interventionen i Afghanistan, officiellt Operation Enduring Freedom, inleddes den 7 oktober 2001, i kölvattnet efter 11 september-attackerna samma år. Det officiella målet med invasionen var att fånga Usama bin Ladin, utrota al-Qaida, och få bort talibanregimen.
Efter inledandet av invasionen den 7 oktober gick alliansens trupper in i Kabul den 13 november samma år. I december 2001 rapporterade USA:s försvarsdepartement att talibanerna hade besegrats men varnade för att kriget skulle fortsätta för att försvaga talibantrupperna och al-Qaida ytterligare. Senare samma månad installerade Förenta nationerna en interimsregering i Afghanistan som leddes av Hamid Karzai. År 2004 hölls val i landet som internationella observatörer kallade "acceptabelt demokratiska" vid "sammanlagda majoriteten" av vallokaler.
Efter den första allierade offensiven då talibantrupperna trängdes undan omgrupperade sig talibanerna och lyckades samla in nya medel och rekrytera nya anhängare. År 2006 intensifierades talibanernas uppror. Som ett resultat av det beordrade president George W. Bush ytterligare 3500 soldater till landet i mars 2007.
Ansträngningar har gjorts för att döda eller fånga al-Qaida-ledaren Usama bin Ladin och den 1 maj 2011 bekräftade Barack Obama i ett tal till nationen att Usama bin Ladin blivit dödad genom en militär aktion efter man hittat honom i hans gömställe i staden Abbottabad, ca 50 km norr om Pakistans huvudstad Islamabad. Al Qaida-ledaren Ayman al-Zawahiri förblev på fri fot.
Två militära operationer pågår för att uppnå stabilitet i Afghanistan. Operation Enduring Freedom (OEF) leds av USA och syftet är att bekämpa al-Qaida lämningar, främst i de östra och södra delarna av landet längs den pakistanska gränsen. OEF är inte en Nato-operation, även om många koalitionspartners är Nato-medlemmar. Cirka 20 000 soldater finns i OEF, varav cirka 18 000 utgörs av amerikanska styrkor. Den andra operationen är International Security Assistance Force (ISAF), som inrättades internationellt med FN resolution 1386 för att stabilisera landet. I maj 2008, hade ISAF uppskattningsvis 47 000 soldater från 40 länder varav USA står för 17 000. Sedan Barack Obama tillträtt som president har antalet amerikanska soldater i Afghanistan ökat.

## Bakgrund
I maj 1996 sökte Usama bin Ladin och medlemmar i al-Qaida-nätverket sin tillflykt i de afghanska bergen där de drev träningsläger för terrorister i en lös allians med landets talibanstyre.
I februari 1998 förklarade Usama bin Ladin och Ayman al-Zawahiri en fatwa, som var en uppmaning till alla muslimer att döda amerikanska medborgare, civila som militära, samt deras allierade i hela världen. Följden blev att de amerikanska ambassaderna i Kenya och Tanzania bombades av al-Qaida den 7 augusti 1998 vilket krävde 223 människoliv. Efter bombningarna inledde president Bill Clinton Operation Infinite Reach med målet att bomba mål associerade med al-Qaida i Sudan och Afghanistan. Amerikanska kryssningsmissiler avfyrades mot lägren med en begränsad effekt.
FN:s säkerhetsråd fastställde 1999 och 2000 resolution 1267 och 1333 som var riktade mot talibanregimen, som gav al-Qaida finansiellt och materiellt stöd, för att få talibanerna att utlämna bin Ladin till rättegång för ambassadbombningarna och att få dem att stänga träningslägren.

## Efter 11 september 2001
Efter terrorattackerna den 11 september fann utredarna snart bevis som pekade på att bin Ladin var inblandad i attackerna. Bin Ladin förnekade först offentligt sin inblandning, men hyllade de ansvariga för attackerna. Strax innan presidentvalet i USA 2004 bekräftade han på en bandupptagning att han och al-Qaida var ansvariga för attackerna.
I ett tal till USA:s kongress den 20 september 2001 gav president George W. Bush talibanregeringen ett ultimatum:
- Utlämna al-Qaida-ledarna i Afghanistan till USA
- Frige alla fängslade utlänningar, däribland amerikanska medborgare[14]
- Skydda utländska journalister, diplomater och hjälparbetare i Afghanistan
- Stäng terroristernas träningsläger och utlämna alla terrorister och alla som stödjer dem till de rätta myndigheterna
- Ge USA full tillgång till träningslägren för att kontrollera att de stängts

Talibanregeringen vägrade att tala direkt med Bush och menade att de vore en skymf mot islam att tala med en ickemuslimsk politisk ledare. Talibanerna gav dock genom sin ambassad i Pakistan uttryck för att de avslog ultimatumet, eftersom de inte ansåg sig fått bevis för att bin Ladin deltog i terrorattackerna. Den 22 september drog Förenade Arabemiraten och senare Saudiarabien tillbaka sina erkännanden av talibanregimen som Afghanistans lagliga regering. Därefter var grannlandet Pakistan det enda landet med diplomatiska relationer med talibanstyret. Det sägs att talibanerna den 4 oktober 2001 i hemlighet föreslog att utlämna bin Ladin till Pakistan, så att han skulle kunna dömas i en internationell domstol som dömde enligt sharialagar. Pakistan ska dock ha avslagit anbudet.
Innan de militära operationerna startade den 7 oktober 2001 erbjöd talibanregimen öppet att åtala bin Ladin i islamsk domstol i Afghanistan.. Anbudet avslogs omedelbart av USA som otillräckligt. Inte förrän den 14 oktober, sju dagar efter krigsutbrottet, erbjöd talibanerna öppet att utlämna bin Ladin till rättegång i ett tredje land, men bara om de fick bevis att han var inblandad i 11 september-attackerna.
Pakistan, gick med på att stödja angreppet mot Afghanistan, bland annat genom att upplåta sitt luftrum. Talibanerna, som gjort sig till ovänner med de flesta i omvärlden, muslimer och andra, stod därmed helt isolerade.

### Nya avslöjanden och fortsatt händelseutveckling från december 2019
Efter invasionen 2001 fortsatte USA att ha ett stort antal soldater i Afghanistan och att lägga ned mycket stora summor pengar på kriget. I december 2019 avslöjade tidningen Washington Post att ledande generaler, politiker och statstjänstemän under denna tid medvetet förde den amerikanska allmänheten bakom ljuset genom att hävda framgångar som inte stämde med verkligheten och genom att förneka att kriget inte gick att vinna. Tvärt emot sina uttalade intentioner och sina försäkringar till allmänheten har man inte lyckats bromsa korruptionen eller opiumhandeln och inte heller lyckats bygga upp en fungerande afghansk militär- eller poliskår. Totalt har mer än 775 000 amerikanska soldater tjänstgjort i Afghanistan under perioden 2001-2019, många av dem i flera omgångar. USA:s försvarsdepartement anger att 2300 soldater har dödats och 20 600 sårats i strid. Chefen för FN:s Afghanistansats (Unama) Tadamichi Yamamoto skriver i december 2019 att minst 100 000 civila har dödats eller skadats i kriget sedan 2009 när Unama började dokumentera dödsfall och skador bland civilbefolkningen.
I februari 2020 undertecknades ett avtal mellan USA och talibanrörelsen. Avtalet innebär att USA ska dra tillbaka alla sina trupper inom 14 månader, och att talibanerna inte ska genomföra angrepp mot Kabulregimen eller civila och inte tillåta terrorgrupper att använda talibankontrollerade områden som bas för attacker mot Västvärlden. Den afghanska regeringen hade inte deltagit i förhandlingarna och president Ghani meddelade att överenskommelsen riskerade att ytterligare underminera den redan svaga regeringens ställning. Han avvisade också den del av avtalet som säger att Afghanistan ska släppa 5000 fängslade talibaner, och menade att sådana beslut ska fattas av den afghanska regeringen och inte av USA.
I mars 2020 beslöt internationella brottmålsdomstolen ICC att fortsätta en tidigare avbruten utredning om misstänkta krigsbrott i Afghanistan, begångna av USA, talibanerna och de afghanska regeringsstyrkorna.